# Un couple, parmi tant d'autres... mais si pervers
Pour plus de détails, voir Fiche technique et Distribution.
Un couple, parmi tant d'autres... mais si pervers est un film français réalisé par Daniel Daert et sorti en 1974.

## Synopsis
Une série de scènes de chevet divergentes autour d'un thème obscur, lié au divorce, qui a été classée pour monter plus haut. 

## Distribution
- Patrice Pascal : François
- Odila Palombo : Christine
- Georges Guéret : Jean-Charles Vergès
- Jacqueline Laurent : Tania Vergès
- Grégory Szernoevez : Hubert
- Marc Coutant : Marc